# Bistum Rio Grande
Das Bistum Rio Grande (lateinisch Dioecesis Rivograndensis, portugiesisch Diocese do Rio Grande) ist eine in Brasilien gelegene römisch-katholische Diözese mit Sitz in Rio Grande im Bundesstaat Rio Grande do Sul.

## Ausdehnung
Sein Gebiet liegt im Südosten des Staates Rio Grande do Sul und besteht aus den sechs politischen Gemeinden Rio Grande, São José do Norte, Santa Vitória do Palmar, Mostardas, Tavares und Chuí.

## Geschichte
Das Bistum Rio Grande wurde am 27. Mai 1971 durch Papst Paul VI. mit der Apostolischen Konstitution Cum Christus aus Gebietsabtretungen des Bistums Pelotas errichtet und dem Erzbistum Porto Alegre als Suffraganbistum unterstellt.

## Bischöfe von Rio Grande
- Frederico Didonet, 1971–1986
- José Mário Stroeher, 1986–2016
- Ricardo Hoepers, 2016–2023, dann Weihbischof in Brasília
- Jorge Pierozan, seit 2024